# Charles Harding Firth
Charles Harding Firth (Sheffield, 16 de marzo de 1857 - Oxford, 19 de febrero de 1936) fue un historiador británico.

## Biografía
Estudiante del Clifton College y del Balliol College de la universidad de Oxford, fue lector del Pembroke College en 1887, miembro del All Souls College en 1901 y profesor de historia moderna en la misma universidad en 1904.  
Dejó escritas varias obras de temática histórica, basadas casi en su totalidad en el periodo de la Revolución inglesa y El Protectorado de Oliver Cromwell.:
- Life of the Duke of Newcastle (1886);
- The standard edition of Ludlow's Memoirs (1894);
- Scotland and the Commonwealth (1895);
- Scotland and the Protectorate (1899);
- Narrative of General Venables (1900);
- Oliver Cromwell (1900);
- Cromwell's Army (1902);
- The Last Years of the Protectorate (1909).